# گاه‌شماری جانوری

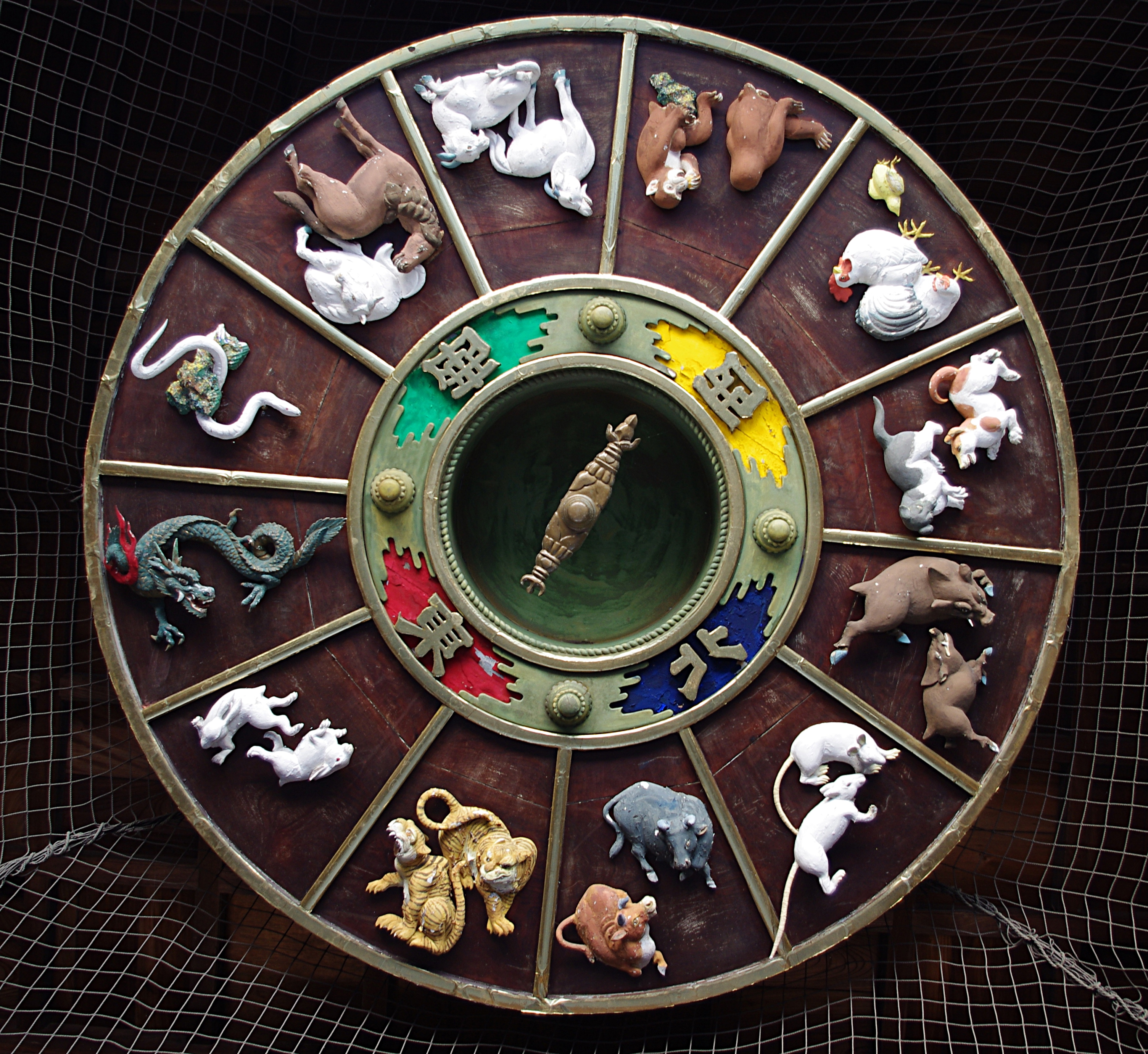
حیوانات گاه‌شماری

گاه‌شماری جانوری یا گاه‌شماری دوازده جانوری یک نوع گاه‌شماری قمری بر پایه گاه‌شماری چینی است که یک حیوان و ویژگی‌های معتبر آن را به هر سال در یک چرخه ۱۲ ساله تکراری اختصاص می‌دهد و در بسیاری از کشورهای آسیای شرقی و جنوب شرق آسیا مانند ژاپن، کره جنوبی، ویتنام ،  کامبوج و تایلند دارای محبوبیت است و بعد از دوران مغول در ایران نیز متداول شد و تا سال ۱۲۸۹ خورشیدی نیز، متداول بوده است. این گاه‌شماری از جنبه‌های بسیاری شبیه به گاه‌شماری چینی-اویغوری به نظر می‌آید. ترکان این تقویم را که تا سده ششم میلادی در چین به کار می‌رفت را برگزیدند و نمونه‌هایی از این تقویم در کتیبه‌های اورخون استفاده شده است
محمود کاشغری در کتاب دیوان لغات منسوب به سدهٔ پنجم هجری در ذیل کلمه «برس» شرحی دربارهٔ این تقویم آورده است که نخستین شرح دربارهٔ این تقویم است. او می‌نویسد: ترکان نام دوازده گونه از جانوران را گرفته و به عنوان نام برای دوازده سال برگزیده‌اند. سال‌های عمر کودکان، تاریخ نبردها و قهرمانی‌ها و دیگر چیزها را با گردش سال‌های دوازده‌گانه می‌شمارند و به یاد می‌سپارند و ریشه آن چنین است که:یکی از خاقانان ترک اراده کرده که تاریخ یکی از نبردهای سال‌ها پیش از خود را بداند و در تاریخ وقوع آن اختلاف افتاد. از این رو خاقان در این کار با مردم مشورت کرده و در کنگره‌ای گفت: «ما سال‌ها را نیز مانند برج‌های دوازده‌گانه و شمار ماه‌ها، دوازده قرار دهیم و این چونان یادگاری در میان ما باقی بماند.» مردم نیز پذیرفتند پس آنگاه خاقان به شکار بیرون آمد و فرمان داد حیوانات را به طرف رودخانه «ایلا سو» روان سازند. چندی از حیوانات را شکار کردند و گروهی نیز به داخل آب پریدند. دوازده گونه از حیوانات از آب گذشت و نام آن‌ها را بر سال‌ها نهادند نخستین این حیوانات سیچقان (موش) بود که نخستین سال است و پس از آن نام یازده حیوان دیگر را برمی‌شمارد. او می‌افزاید: ترکان گویند در هر یک از این سال‌ها حکمتی نهفته است که بدان تفأل می‌کنند و آن را فرخنده و مبارک می‌شمارند؛ مثلاً وقتی سال گاو وارد می‌شد، نبردها و قهرمانی‌ها فزونی می‌یافت زیرا گاوها به هم بسیار شاخ زنند و در ستیز باشند در سال مرغ طعام فراوان شود اما در میان مردم تشویش و نگرانی پدید آید. سال تمساح (در تقویم اقتباسی فارسی سال اژدها)، باران فروان رخ دهد و غیره.
بررسی گاه‌شماری حیوانی حکایت از آن دارد که این گاه‌شماری از ترکیب برخی اصول گاه‌شماری هجری قمری و گاه‌شماری دوازده حیوانی چینی-اویغوری شکل گرفته است و در طول هفت سده‌ای که از یورش مغول به ایران می‌گذرد و تا سال ۱۳۰۴ هجری قمری در ایران رایج بوده است.

## پیشینه
در آغاز به‌کارگیری این نوع گاه‌شماری، ماه‌های قمری اقترانی که با رؤیت هلال ماه آغاز می‌شد به شکلی که در گاه‌شماری هجری قمری کاربرد داشت، باقی ماند تا مورد تأیید مسلمانان نیز قرار بگیرد. بدین سان، به همان ترتیبی که در گاه‌شماری قمری عمل می‌کردند، طول ماه‌های قمری را در زیج‌ها و تقویم‌های سالیانهٔ سی روزه و بیست و نه روزه محاسبه می‌کردند.

## تغییر در عصر صفویه
تا دوره صفویه، با ماه‌های قمری رواج داشت، امّا از دوره صفویه، مقرر گردید که علاوه بر ماه‌های قمری، ماه‌های شمسی نیز در تقویم‌های سالیانه ثبت شود. این روش از عصر صفویه تا سال ۱۳۲۹ هجری قمری ادامه داشت. در این سال، ماه‌های شمسی با نام برج‌های دوازده‌گانه پذیرفته شده و در تقویم‌های سالیانه ثبت شدند.
صفویان همچون مغول‌ها سال‌های قمری را با نام جانورانی که سال‌های هم‌زمان چینی-اویغوری گفته می‌شد، نام‌گذاری می‌کردند و از آنجا که هر سی‌وسه سال خورشیدی (یا هر سی و سه سال قمری چینی-اویغوری)، برابر با سی‌وچهار سال قمری می‌باشد، همواره یک سال قمری در طی این مدت بی‌نام می‌ماند؛ بنابراین در عصر صفویه قرار بر این شد که در گاه‌شماری جانوری، در هر دورهٔ سی‌وسه یا سی‌وچهار سالهٔ شمسی - قمریِ چینی - اویغوری، یک سال قمری در نام‌گذاری حذف گردد.
با اینکه این حذف، در هر سی و سه یا سی و چهار سال لازم بود، امّا در عرصهٔ عمل، چندان به صورت منظم اجرا نمی‌شد. به عنوان نمونه در گزارش اسکندر منشی، وقایع‌نگار دورهٔ صفویه، در برخی موارد نام یک جانور به دو سال پیاپی داده شده است.

## ریشه و خاستگاه
ریشه و خاستگاه این گاه‌شماری و علت تأثیرگذاری این دوازده جانور خاص بر سرنوشت زمین و انسان، به یک افسانهٔ کهن بودایی بازمی‌گردد:
روزی بودا در آغاز سال نو، همهٔ جانوران را به نزد خویش دعوت کرد، امّا از میان همهٔ جانوران، تنها دوازده جانور دعوت بودا را جدّی گرفتند و به محضر او رفتند. این دوازده جانور عبارت بودند از:
موش، گاو، پلنگ (یا ببر)، خرگوش (یا گربه)، اژدها (یا نهنگ)، مار، اسب، گوسفند (یا بز)، میمون، مرغ (یا خروس)، سگ و خوک. از آن پس بودا مقدّر نمود که سرنوشت انسان و جهان، تنها به دست این دوازده حیوان باشد و هریک از این جانوران در هر سال یکی پس از دیگری پدیدار شوند و مقدورات کائنات و سرنوشت جهان را در دست بگیرند.

## نام سال‌ها
- اسامی سال‌های ادواری:[۶][۷]

| ترتیب | فارسی      | ترکی                   | مغولی                      |
| ----- | ---------- | ---------------------- | -------------------------- |
| ۱     | سال موش    | سیچقان ئیل siçqan yıl  | ᠵᠢᠯ ᠬᠤᠯᠤᠭᠠᠨ᠎ᠠ quluɣan-a ǰil |
| ۲     | سال گاو    | اود ئیل ud yıl         | ᠵᠢᠯ ᠦᠬᠡᠷ üker ǰil          |
| ۳     | سال ببر    | بارس ئیل bars yıl      | ᠵᠢᠯ ᠪᠠᠷᠰ bars ǰil          |
| ۴     | سال خرگوش  | توشقان ئیل toşqan yıl  | ᠵᠢᠯ ᠲᠠᠤᠯᠠᠢ taulai ǰil      |
| ۵     | سال اژدها  | لوی ئیل luy yıl        | ᠵᠢᠯ ᠯᠤᠤ luu ǰil            |
| ۶     | سال مار    | ئیلان ئیل yılan yıl    | ᠵᠢᠯ ᠮᠣᠭᠠᠢ moɣai ǰil        |
| ۷     | سال اسب    | یونت ئیل yunt yıl      | ᠵᠢᠯ ᠮᠣᠷᠢᠨ morin ǰil        |
| ۸     | سال گوسفند | قوی ئیل qoy yıl        | ᠵᠢᠯ ᠬᠣᠨᠢ qoni ǰil          |
| ۹     | سال میمون  | پیچی ئیل piçi yıl      | ᠵᠢᠯ ᠪᠡᠴᠢᠨ bečin ǰil        |
| ۱۰    | سال مرغ    | تخاقوی ئیل toxaqoy yıl | ᠵᠢᠯ ᠲᠠᠬᠢᠶ᠎ᠠ takiy-a ǰil     |
| ۱۱    | سال سگ     | ایت ئیل it yıl         | ᠵᠢᠯ ᠨᠣᠬᠠᠢ noqai ǰil        |
| ۱۲    | سال خوک    | تنگوز ئیل toŋuz yıl    | ᠵᠢᠯ ᠭᠠᠬᠠᠢ ɣaqai ǰil        |

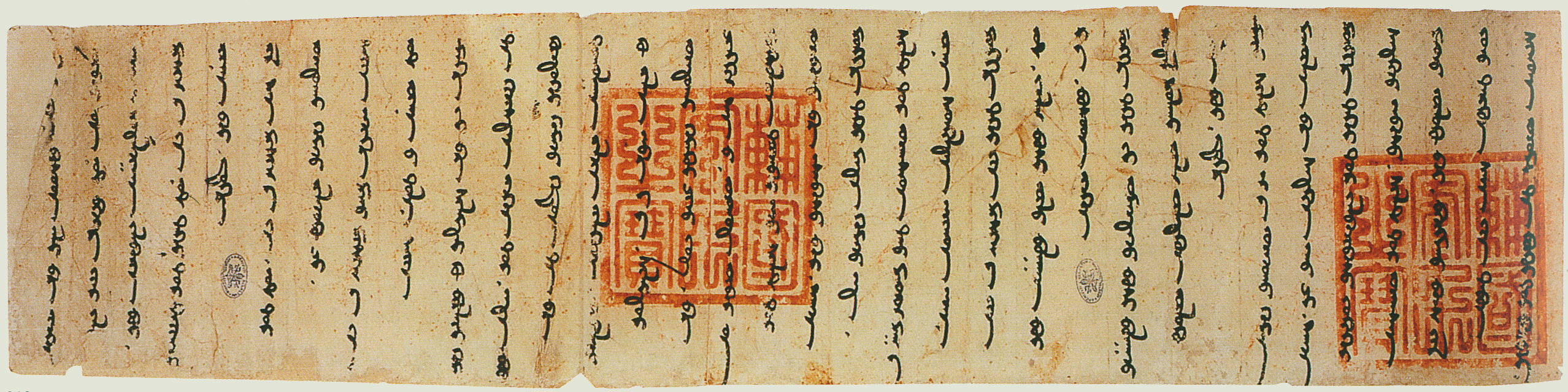
نامهٔ ارغون خان، چهارمین ایلخان ایران به پاپ نیکلاس چهارم، به زبان و خط مغولی، صادرشده از ارومیه (در متن Urumi). تاریخ صدور این نامه پنجمین روز ماه نو از آغازین ماه تابستان سال ببر (۱۴ مهٔ ۱۲۹۰) است.

لازم به‌ذکر است که ایرانیان، گاهی جای ببر، پلنگ و جای اژدها، نهنگ به‌کار می‌بردند. ابونصر فراهی در نصاب‌الصبیان سروده:
| موش و بقر و پلنگ و خرگوش شمار  |  | زین چار چو بگذری نهنگ آید و مار |
| آن‌گاه به اسب و گوسفند است حساب |  | حمدونه و مرغ و سگ و خوک آخر کار |

## باور عامه
گفته شده است که مردم جنوب شرق آسیا (به پیروی از مغول‌ها) به این گاه‌شماری عنایت داشتند و از آن استفاده می‌کردند، ویژگی‌های هریک از سال‌هایی را که با نام یکی از جانوران دوازده‌گانهٔ مذکور قرین می‌شد و نام آن جانور را می‌گرفت، همانند خوی و سرشت آن جانور می‌دانستند و انتظار حوادثی مطابق با چنان خلق‌وخویی از آن سال داشتند، و در تفأل‌ها و پیش‌بینی‌ها، به‌ویژه در تقویم‌های سالانهٔ نجومی (که هنوز هم تهیه و منتشر می‌شوند) منظور می‌گشت. در اینکه هنوز هم نزد عامّه چنین برداشتی وجود داشته باشد تردید وجود دارد.